# Epimecia ustulata
Epimecia ustulata là một loài bướm đêm trong họ Noctuidae.